# Doolette Bay
Die Doolette Bay ist eine Bucht an der ostantarktischen Georg-V.-Küste. Sie liegt an der Nahtstelle zwischen der rechten Flanke der Gletscherzunge des Ninnis-Gletschers und dem Festland.
Entdeckt wurde sie bei der Australasiatischen Antarktisexpedition (1911–1914) unter der Leitung des australischen Polarforschers Douglas Mawson. Mawson benannte die Bucht nach dem aus Irland stammenden australischen Bergbauunternehmer George Philip Doolette (1840–1924), einem Sponsoren der Expedition.